# Club Deportes Castro
El Club Deportes Castro actualmente conocido como Naviera Ulloa de Castro por razones de patrocinio, es un club deportivo de básquetbol de Chile, que juega en la Liga Nacional de Básquetbol, la más alta categoría del básquetbol chileno.
Hizo su debut en el año 2004, como un club invitado a la Dimayor. Estuvo en la categoría durante 6 temporadas consecutivas, sin poder conseguir ningún campeonato, siendo su mejor resultado las semifinales de la versión 2007. Luego de la auto marginación de 4 grandes clubes de la Dimayor en señal de protesta por el manejo administrativo, Deportes Castro también se aisló de la liga. El club se unió posteriormente a la Liga Nacional, donde juega desde la temporada 2011-12, año en el que se coronó campeón, tras derrotar en la final a Boston College por 3-1.

## Historia

### Comienzos en Dimayor y Libsur
El Club Deportes Castro hizo su debut en la División Mayor del Básquetbol de Chile el año 2004, realizando una modesta campaña. Se mantuvo en la competencia durante nueve años consecutivos. En la Dimayor 2007 Los Leones terminan octavos en la tabla de posiciones con 40 puntos, clasificando a los play-offs. En esta fase se midieron con Deportivo Valdivia, cayendo en la serie por 3-1.
En la siguiente edición Castro hace una excelente campaña, al finalizar en el segundo lugar del campeonato solo por detrás de la Universidad de Concepción. En los play-offs quedó emparejado con el equipo que ocupó el 7° lugar, la Universidad Católica. Superaron a los cruzados por un marcador de 3-2, cerrando la llave de local el quinto partido. En las semifinales debió medirse con el que sería a la postre campeón, Liceo Mixto, perdiendo inapelablemente por 3-0.
Ese mismo año hizo su debut internacional en la Liga de las Américas 2008-09, quedando en el Grupo C junto con los brasileños de Flamengo, Universo BRB y el club argentino Libertad de Sunchales. La campaña fue decepcionante al finalizar en la última posición del grupo, con 3 derrotas en los 3 partidos disputados.
La temporada 2009 no fue buena para el club, ya que sólo consiguió 5 triunfos en el campeonato y terminó en la ante penúltima posición. El bajo rendimiento y los malos resultados, sumados al mal manejo administrativo de la liga significaron que el club abandonara la competencia antes de comenzar los play-offs en señal de protesta.
Luego de que prácticamente todos los clubes de la Dimayor decidieran abandonarla Deportes Castro se inscribió para jugar en la Libsur en el año 2010, siendo campeón de éste de la mano del técnico Carlos García Osorio, venciendo en la final al club Deportes Victoria, consiguiendo su primer título de la Liga del Sur.

### 2011-12: Primer campeonato en Liga Nacional
Luego de ganar la Libsur 2010 Los sureños decidieron participar en la reciente Liga Nacional de Básquetbol, siendo parte de los 18 equipos que se inscribieron en la versión 2011-12. Fueron incluidos en la Zona Sur de la Liga, junto a otros importantes clubes como Osorno Básquetbol y Deportivo Valdivia, realizando una muy buena campaña en la Fase Zonal tras terminar en el tercer lugar de la tabla con 23 unidades, clasificando a la Fase Nacional.
En esta la campaña increíblemente mejoró, al ser el segundo mejor equipo de la fase con 10 partidos ganados y 4 perdidos, consiguiendo 24 puntos. En la fase de play-offs se enfrentó con Los Toros de Osorno Básquetbol, que fueron el 3° mejor equipos de la tabla. El camino a la final parecía seguro tras las 2 primeras victorias como local por 76-66 y 77-74, pero un inesperado repunte osornino igualó la serie 2-2 en el cuarto partido. En el último encuentro Castro venció por 74-71, sentenciando su paso a la final.
En la final Los Leones debieron medirse con Boston College, cuadro que llegaba a su segunda final consecutiva tras el subcampeonato del año anterior. La llave comenzó favorable a los sureños con 2 triunfos consecutivos en el Gimnasio Municipal de Castro, pero Boston College reaccionó en el tercer encuentro con un abultado 101-73. La llave se cerró en el cuarto partido, luego de un empate a 85 en el tiempo reglamentario, siendo finalmente una victoria por 97-92 en el tiempo adicional, al finalizar ese partido, el jugador de Boston College, Jose Luis Campos se llevó un espectacular combo propinado por Rafael Castillo.

## Palmarés

### 01!Torneos nacionales
- Liga Nacional de Básquetbol de Chile (1): 2011-12
- Libsur (1): 2010

Categorías inferiores
- LIBSUR (4): 2018, 2019, 2022 Y 2023 (U15)

### 02!Subcampeonatos
- Liga Nacional de Básquetbol de Chile (1) 2014-15
- Copa Chile de Básquetbol (1): 2018

## Trayectoria
Nota: G: Partidos ganados; P: Partidos perdidos; Pts: Puntos
| Temporada     | G    | P   | Pts   | Campaña                                               | Resultado |
| ------------- | ---- | --- | ----- | ----------------------------------------------------- | --- |
| Dimayor       |      |     |       |                                                       | |
| 2007          | 10   | 12  | 40    | Pierde 1° Ronda                                       | Deportivo Valdivia 3 - Deportes Castro 1                                                                          |
| 2008          | 15   | 7   | 46    | Gana 1° Ronda Pierde Semifinales                      | Deportes Castro 3 - U. Católica 2 Deportes Castro 0 - Liceo Mixto 3                                               |
| 2009          | 5    | 17  | 27    |                                                       | |
| Totales       | 30   | 36  | 113   |                                                       | |
| Playoffs      | 4    | 8   | 16    | 0 Campeonatos                                         | 0 Campeonatos |
| Liga Nacional |      |     |       |                                                       | |
| 2011-12       | 9 10 | 5 4 | 23 24 | Gana Semifinales Gana Finales                         | Deportes Castro 3-2 Osorno Básquetbol Deportes Castro 3-1 Boston College                                          |
| 2012-13       | 8 5  | 2 9 | 18 19 | 2° Zona Sur 7° Fase Nacional                          | |
| 2013-14       | 7    | 7   | 21    | 6° Zona Sur                                           | |
| 2014-15       | 16   | 6   | 38    | Gana Cuartos de Final Gana Semifinales Pierde Finales | Deportes Castro 2-0 Universidad Católica Colegio Los Leones 2-3 Deportes Castro Deportes Castro 2-3 CSD Colo-Colo |
| 2015-16       | 10   | 12  | 32    | Pierde Cuartos de Final                               | CD Valdivia 3-0 Deportes Castro                                                                                   |
| 2016-17       | 14   | 18  | 46    | Pierde Cuartos de Final                               | Osorno Básquetbol 4-1 Deportes Castro                                                                             |
| 2017-18       | 12   | 20  | 44    | Gana Primera Ronda Pierde Cuartos de Final            | Deportes Castro 3-2 Osorno Básquetbol Las Ánimas 4-0 Deportes Castro                                              |
| 2018-19       | 13   | 15  | 41    | 5° Conferencia Sur                                    | |
| 2019-20       | 14   | 16  | 44    | 4° Conferencia Sur                                    | |
| 2022          | 14   | 10  | 38    | Gana Cuartos de Final Pierde Semifinales              | Atlético Puerto Varas 1-3 Deportes Castro Universidad de Concepción 3-0 Deportes Castro                           |
| 2023          | 14   | 12  | 40    | Pierde Cuartos de Final                               | Universidad de Concepción 3-0 Deportes Castro                                                                     |
| 2024          | 11   | 15  | 37    | Pierde Play-in                                        | Deportes Castro 1-3 Sportiva Italiana                                                                             |
| Totales       | 157  | 151 | 465   |                                                       | |
| Playoffs      | 21   | 31  | 73    | 1 Campeonato                                          | 1 Campeonato |
| Copa Chile    |      |     |       |                                                       | |
| 2018          | 2    | 1   | 5     | Subcampeón                                            | |
| 2021-22       | 2    | 8   | 12    | 6° Grupo B                                            | |
| 2022-23       | 4    | 4   | 12    | 3° Grupo F                                            | |
| 2023          | 1    | 11  | 13    | 6° Grupo B                                            | |
| Totales       | 9    | 24  | 42    |                                                       | |
| Playoffs      | 0    | 0   | 0     | 0 Campeonatos                                         | 0 Campeonatos |

## Participaciones internacionales
Nota: G: Partidos ganados; P: Partidos perdidos; Pts: Puntos
| Temporada                   | G | P | Pts | Resultado    | Encuentros |
| --------------------------- | - | - | --- | ------------ | --- |
| Liga de Las Américas        |   |   |     |              | |
| 2008-09                     | 0 | 3 | 3   | Primera fase | Libertad 114 - Deportes Castro 88 Flamengo 117 - Deportes Castro 77 Deportes Castro 85 - Universo BRB 87                       |
| Liga Sudamericana de Clubes |   |   |     |              | |
| 2012                        | 1 | 2 | 4   | Primera fase | Peñarol de Mar del Plata 86-75 Deportes Castro Deportes Castro 72-101 Flamengo Deportes Castro 84-82 Hebraica y Macabi         |
| 2015                        | 0 | 3 | 3   | Primera fase | Mogi das Cruzes 98-63 Deportes Castro Deportes Castro 74-93 Club San Martín de Corrientes Deportes Castro 59-88 Club Trouville |